# Take a Look Over Your Shoulder
| Críticas profissionais | Críticas profissionais |
| Avaliações da crítica  | Avaliações da crítica  |
| Fonte                  | Avaliação              |
| ---------------------- | ---------------------- |
| AllMusic               | 2 de 5 estrelas.       |
| Entertainment Weekly   | (B+)                   |
| The Source             | 3.5 de 5 estrelas.     |
| NME                    | (8/10)                 |
| RollingStone           | 4 de 5 estrelas.       |
| Robert Christgau       | (dud)                  |
| RapReviews.com         | (8.5/10)               |
| USA Today              | 3 de 4 estrelas.       |

Take a Look Over Your Shoulder é o segundo álbum de estúdio do rapper americano Warren G. Foi lançado em 25 de março de 1997 pela gravadora Def Jam Recordings. O álbum tem como maior sucesso a música "I Shot The Sheriff" que contem samples de I Shot The Sheriff de Bob Marley, outra música que fez bastante sucesso e até virou single foi "Smokin' Me Out" com participação especial de Ron' Isley.
Esse álbum contem 4 clipes musicais (Smokin' Me Out, I Shot The Sheriff, What We Go Through e What's Love Got To Do With It)
A música "Reality", no mesmo ano (1997) teve sua letra colocada e cantada por Warren G na música "Prince Igor", do álbum The Rapsody Overture que é um álbum que misturou Ópera com Rap.

## Faixas
1. "Star Trek Intro" 0:30
2. "Annie Mae" (featuring Nate Dogg) 3:52
3. "Smokin' Me Out" (featuring Ron Isley) 3:40
4. "Reverend Eazy Dick" (featuring Ricky Harris) 0:30
5. "Reality" 3:30
6. "Ricky and G-Child" (featuring Ricky Harris and G-Child) 0:17
7. "Young Fun" (featuring Knee-Hi and Jayo Felony) 3:36
8. "What We Go Through" (featuring Hershey Loc, Perfec and Bad Azz) 3:41
9. "We Brings Heat" (featuring The Twinz and Da Five Footaz) 3:46
10. "Can You Feel It"  (featuring Nanci Fletcher) 3:20
11. "Transformers" 3:01
12. "Reel Tight Intro" (featuring Reel Tight) 0:20
13. "Relax Ya Mind" (featuring Reel Tight) 3:29
14. "To All D.J.'s" 3:00
15. "Back Up" featuring K-9 and P-C 3:46
16. "What's Love Got To Do With It" featuring Adina Howard 4:15
17. "I Shot the Sheriff" featuring Nanci Fletcher" 4:10
18. "What's Love Got To Do With It" (Remix) 3:53
19. "I Shot the Sheriff" (EPMD Remix) featuring Nanci Fletcher 3:26